# 洛克里 (希腊)
洛克里（希臘語：Λοκροί）是希腊中希臘大區弗西奥蒂斯专区的市镇，行政中心为阿塔兰迪镇。市镇面积为614.8平方公里，2021年人口数量为17,788人。
此市镇设立于2011年地方政府改革中，由原4个市镇合并而成，原市镇则成为此市镇的4个市区。